# موقع مشاركة الطعام في ألمانيا
موقع مشاركة الطعام في ألمانيا (Foodsharing.de) هي عبارة عن منصة على الإنترنت تقوم بحفظ وتوزيع الطعام الفائض في ألمانيا والنمسا . تدار من قبل جمعية مشاركة الطعام (foodsharing eV) وتم تأسيسها في 12 ديسمبر 2012. على موقع (Foodsharing.de)، يمكن للأفراد وتجار التجزئة والمنتجين عرض أو جمع المواد الغذائية التي قد يتم التخلص منها. هذه الخدمة مجانية تمامًا، وتعمل بفضل العمل التطوعي. هدف المشروع هو مكافحة هدر الطعام اليومي وزيادة الوعي حول هذه المشكلة في المجتمع.

## أنظر أيضاً
- قائمة بنوك الطعام